# Mandul
Mandul est une île indonésienne au large de la côte nord-est de Bornéo. Administrativement, elle fait partie du kabupaten de Bulungan dans la province de Kalimantan oriental.

## Économie
La compagnie minière canadienne Kalimantan Gold Corporation a entrepris un forage sur l'île pour évaluer des réserves de charbon.